# Ota Pavel
Ota Pavel, właśc. Otto Popper (ur. 2 lipca 1930 w Pradze, zm. 31 marca 1973 tamże) – czeski pisarz, dziennikarz i reporter sportowy.

## Życiorys
Urodził się jako trzeci, najmłodszy syn żydowskiego komiwojażera Leo Poppera. Wczesne dzieciństwo spędził w Pradze, potem jego rodzina przeprowadziła się do rodziców ojca do Buštěhradu (w miasteczku tym obecnie znajduje się jego muzeum).
W czasie II wojny światowej jego ojciec oraz bracia, Jiří i Hugo, zostali wywiezieni do obozu koncentracyjnego, on zaś z matką Herminą, która była Czeszką, pozostał w Buštěhradzie. W wieku trzynastu lat pracował jako górnik w kopalni w Kladnie. Po skończonej wojnie szczęśliwie wrócili żywi jego ojciec i bracia, on zaś skończył szkołę handlową i językową (egzamin maturalny złożył w 1960 w szkole średniej dla pracujących).
Krótko trenował hokejową młodzież w praskim klubie Sparta. Od 1949 roku zatrudniony został jako komentator sportowy w Czechosłowackim Radiu (pracę tę załatwił mu przyjaciel brata z obozu Auschwitz-Birkenau, Arnošt Lustig), pracował również jako reporter sportowy w czasopismach Stadion i Československý voják. Od 1964 roku jego reportaże-opowiadania o tematyce sportowej, w których podkreślał wartości psychologiczne i moralne rywalizacji sportowej, zaczęły ukazywać się także w formie książkowej.
W lutym 1964 roku, na zimowych igrzyskach olimpijskich w Innsbrucku zapadł na ciężką chorobę psychiczną (zdiagnozowaną jako cyklofrenia, psychoza maniakalno-depresyjna z elementami schizofrenii). W roku 1966 przyznano mu rentę inwalidzką.
Walcząc z chorobą szukał oparcia przede wszystkim na łonie przyrody, przy łowieniu ryb. Nie przestał pisać – w tym czasie powstały jego najsłynniejsze dzieła, wspomnienia z dzieciństwa i młodości. W tej autobiograficznej prozie można odnaleźć świadomy zapis konkretu egzystencjalnego, dotknięcia elementarnych problemów istnienia, czyli koegzystencji śmierci i życia, a także akceptacji przez człowieka porządku natury.

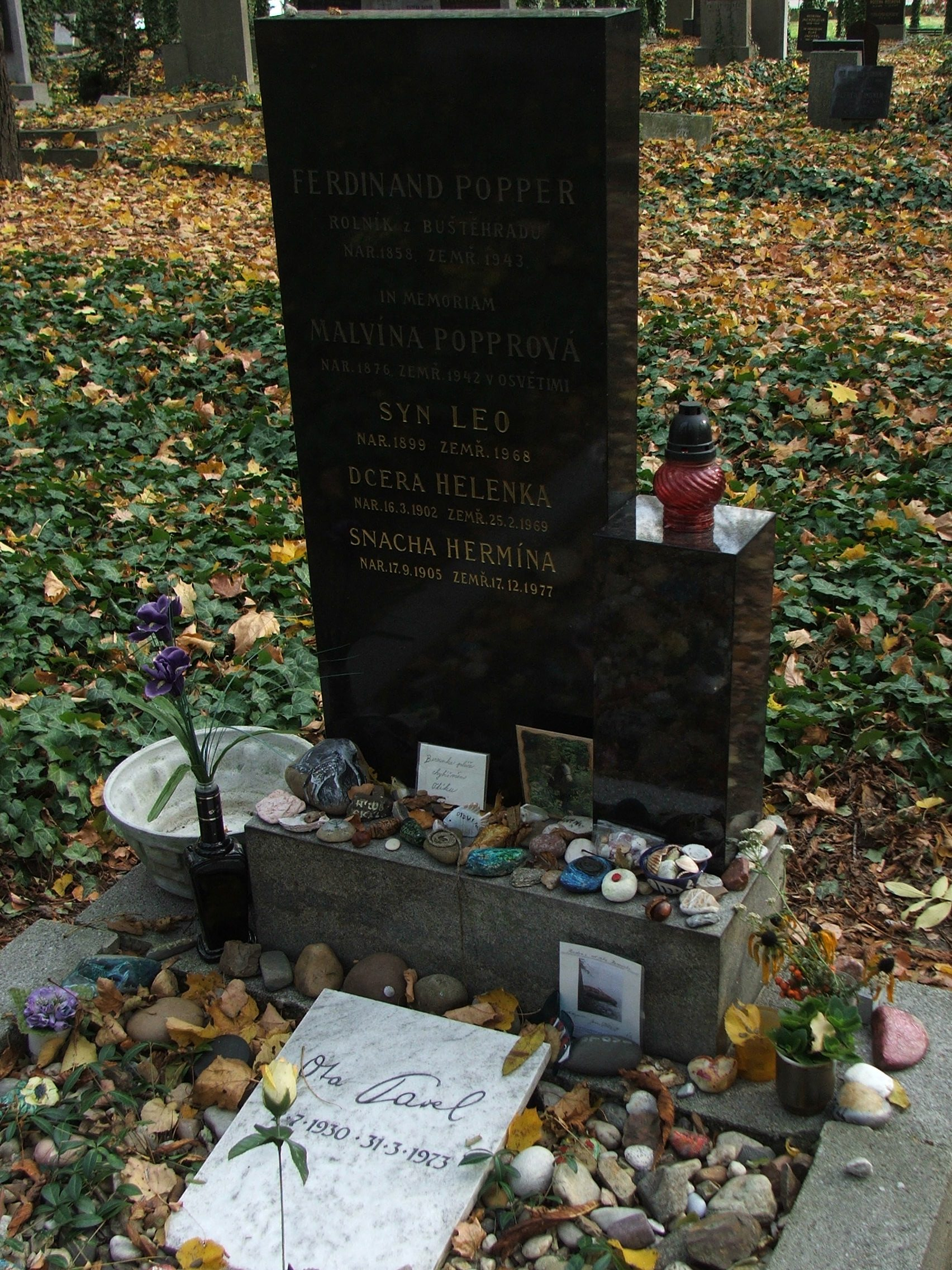
Grób Oty Pavla

Z choroby nigdy się nie podniósł, w 1973 zmarł na zawał serca. Pochowany jest, razem z rodzicami, w części żydowskiej Cmentarza Olszańskiego w Pradze.

## Twórczość

### Reportaże i opowiadania o tematyce sportowej
- Dukla mezi mrakodrapy (1964)
- Plná bedna šampaňského (1967)
- Cena vítězství (1968) – wybór z dwóch pierwszych książek
- Pohár od Pánaboha (1971), wyd. pol.: Puchar od Pana Boga (2017),
- Syn celerového krále (1972)
- Pohádka o Raškovi (1974), wyd. pol.: Bajka o Raszku (2009),
- Pohádka o Raškovi (1974) / Cena vítězství (1968), wyd. pol: Bajka o Rašce i inne reportaże sportowe (2016)

### Proza autobiograficzna
- Śmierć pięknych saren (Smrt krásných srnců) (1971)
- Jak spotkałem się z rybami (Jak jsem potkal ryby) (1974)

W Polsce obie książki wydawane są łącznie pod tytułem Śmierć pięknych saren (1976, 1978, 1988, 1998, 2011) oraz pod tytułem Śmierć pięknych saren. Jak spotkałem się z rybami (2015)

### Pośmiertnie wydane wybory
- Fialový poustevník (1977)
- Sedm deka zlata (1980)
- Veliký vodní tulák (1980)
- Zlatí úhoři (1985, 1991 – wydanie rozszerzone)
- Výstup na Eiger (1989)
- Mám rád tu řeku (1989)
- Jak šel táta Afrikou: Povídky (1994), wyd. pol.: Jak tata przemierzał Afrykę (2004)
- Omyl a jiné povídky (1995)
- Olympijské hry a jiné povídky (1996)

## Adaptacje filmowe
Na motywach prozy Oty Pavla w Czechosłowacji powstały filmy:
- Zlatí úhoři (Złote węgorze), 1979, 84 min, scen. i reż. Karel Kachyňa
- Śmierć pięknych saren (Smrt krásných srnců), 1986, 91 min, scen. i reż. Karel Kachyňa

## Odniesienia
W sierpniu 1981, na I Przeglądzie Piosenki Prawdziwej, Andrzej Garczarek zaśpiewał piosenkę Przyjaciół nikt nie będzie mi wybierał która zawiera słowa:
jakim wy prawem o wolności
głosicie bracia w „Rudým Právie”
wszak to od waszej nie ostatni
zwariował pisarz Ota Pavel…!